# جائزة ريو دي جانيرو الكبرى للدراجات النارية 1996
جائزة ريو دي جانيرو الكبرى للدراجات النارية 1996 هو سباق دراجات نارية أقيم بتاريخ 6 أكتوبر 1996 في حلبة نيلسون بيكيه الدولية. كان الجولة الرابعة عشر من أصل 15 في سباق الجائزة الكبرى للدراجات النارية موسم 1996. فاز ميك دوهان بفئة الموتو جي بي.

## وصلات خارجية
- الموقع الرسمي